# (1876) Napolitania
(1876) Napolitania est un astéroïde de la ceinture principale.

## Description
(1876) Napolitania est un astéroïde de la ceinture principale. Il fut découvert par Charles T. Kowal le 31 janvier 1970 à l'observatoire Palomar. Il présente une orbite caractérisée par un demi-grand axe de 1,96 UA, une excentricité de 0,047 et une inclinaison de 23,113° par rapport à l'écliptique.
Il fut nommé en hommage à la ville de Naples, en Italie, qui est le lieu de naissance de Mme Kowal.

## Compléments